# I. Mansone amalfi herceg
I. Mansone (? - 1004) volt 966 - 1004 között Amalfi hercege, illetve 981-982-ben Salerno hercege. I. Sergius herceg fia és örököseként a független Amalfi hercegség egyik legjelentősebb uralkodója volt.

## Élete
Amikor apja, II. Sergius 958-ban megszerezte az Amalfi hercege címet, azonnal megtette társuralkodónak fiát, Mansone-t. 966-ban, Sergius halála után Mansone egyeduralkodóként örökölte a hercegi címet és ráadásul megkapta a Bizánci Birodalomban használt patricius címet is. 977-ben társuralkodóként maga mellé vette legidősebb fiát, János.
973-ban összeesküvést szőtt I. Gisulf salernoi herceg eltávolítására, de 974-ben Gisulfot I. Pandulf beneventoi és capuai herceg visszaállította hercegségébe. Gisulf halála után, 981-ben Mansone kihasználta II. Pandulf salernoi herceg fiatal korát és betört a hercegség területére. Pandulfot megfosztotta hercegi címétől. II. Ottó német-római császár, aki ebben az időben Itáliában volt a bizánciak és a szaracénok elleni hadjárat miatt és akinek nagy szüksége volt megbízható szövetségesekre, elismerte Masone-t Salerno hercegének. Mansone maga mellé vette fiát, Jánost, de uralmuk népszerűtlen volt és 983-ban népfelkelés döntötte meg hatalmát. Helyére a felkelők a korábbi herceg palotagrófját, Lampert Jánost választották hercegnek.
A Salernoból elüldözött Mansone-t Amalfiba tért vissza, de 984-ben bátyja, Adelfer vette át a hatalmat. Mansone 985-re visszaszerezte ugyan Amalfit, de testvérei 998-ig felléptek ellene. 998-ban megkapta a bizánci anthipatos címet.
1004-ben halt meg, halála után fia, János foglalta el a hercegi trónt.

## Családja
Felesége neve és származása nem ismert, ha hat gyermekük született:
- János (? - 1006. június előtt), 977-től apja mellett társuralkodó, 1004-től Amalfi hercege.
- Marinus (? - 1011 v. 1033)
- Sergius (? - 1008 után)
- Mansone (? - 1021 után)
- Landolf (? - 1008 után)
- --carda (982/987 - 1004/1009), V. Landolf beneventoi herceg felesége

## Fordítás
- Ez a szócikk részben vagy egészben  a   Manso I of Amalfi című angol Wikipédia-szócikk ezen változatának fordításán alapul.  Az eredeti cikk szerkesztőit annak laptörténete sorolja fel. Ez a jelzés csupán a megfogalmazás eredetét és a szerzői jogokat jelzi, nem szolgál a cikkben szereplő információk forrásmegjelöléseként.